# 타타 자동차
타타자동차(영어: Tata Motors Limited, 힌디어: टाटा मोटर्स)은 1945년에 설립된 인도의 다국적 자동차 기업이다. 본사는 인도 뭄바이에 위치해 있다. 세계에서 생산량으로만 8번째로 큰 자동차 제조 기업이다. 타타그룹의 일부인 타타자동차는 이전에 TELCO(텔코, TATA Engineering and Locomotive Company)라는 이름으로 알려져 있었다. 제품으로는 승객용 자동차, 트럭, 밴 등도 포함된다. 타타자동차는 봄베이 증권거래소와 뉴욕 증권거래소에 상장되어 있다.

## 연혁
- 1945년 설립
- 2004년 타타자동차는 대한민국의 (현재의) 타타대우상용차의 대우 트럭 제조 부문을 인수하였다.[1]
- 2005년 타타자동차는 아라곤 지방의 히스파노 카로세라의 24% 지분을 인수하였다.
- 2007년 브라질의 마르코폴로와 합작, 인도 시장의 저층 버스를 도입했다.[2]
- 2008년 타타자동차는 영국의 고급 승용차 및 SUV 메이커인 재규어 랜드로버(JLR)를 포드 모터 컴퍼니로부터 인수하였다.[3][4][5][6]
- 2010년 타타자동차는 이탈리아 소재 디자인 및 엔지니어링 기업 트릴릭스(Trilix)의 80% 지분을 인수하였다.[7]
- 2014년 칼 슬림 사장이 호텔에서 추락사하였다.

## 같이 보기
- 포브스 글로벌 2000